# Малборкско войводство
Малборкското войводство (на полски: Województwo malborskie, на латински: Palatinatus Marienburgensis) е административно-териториална единица в състава на Полското кралство и Жечпосполита. Административен център е град Малборк.
Войводството е създадено през 1466 година. Обхваща земи от областта Кралска Прусия. Административно е поделено на четири повята – Щумски, Кишпорски, Елбльонгски и Малборкски. В Пруския сейм е представено от осем депутати.
При първата подялба на Жечпосполита (1772) територията на войводсвото е анексирана от Кралство Прусия.